# 佐世保海上保安部
佐世保海上保安部（させぼかいじょうほあんぶ、英: Sasebo Coast Guard Office、SCGO）は、長崎県佐世保市に所在する海上保安庁第七管区海上保安部管轄下に位置する海上保安部である。

## 概要
長崎県北西部（壱岐・対馬付近を除く）を担任水域としている。担任水域内には、海上空港である長崎空港があるため、皇族・外国要人の訪問時等には警護、海上警備を実施する。
また、佐世保港には、佐世保基地があり、原子力艦船が入港する際（入港時でない場合も通常の放射線測定を1ヶ月に数回行っている）には、放射線測定を実施する。

### 佐世保海上保安部
- 所在地：長崎県佐世保市干尽町4-1 佐世保港湾合同庁舎5F
- 管轄区域：長崎県北西部（対馬海上保安部の管轄区域を除く4市2郡）
- 担任水域：長崎県北西部の海域

### 佐世保海上保安部平戸海上保安署
- 所在地：長崎県平戸市岩の上町1529-2

## 巡視船艇

### 巡視船
- まつうら PM33
- ちくご PM34（特警船）

### 巡視艇
- むらかぜ CL132
- あいかぜ CL133
- つばき CL123
- ことざくら CL169
- かいどうCL106（平戸海上保安署所属）